# جرج کوک (بازیکن فوتبال، زاده ۱۹۰۴)
جرج کوک (انگلیسی: George Cook؛ زادهٔ ۲۰ نوامبر ۱۹۰۴) بازیکن فوتبال اهل بریتانیا است.
از باشگاه‌هایی که در آن بازی کرده‌است می‌توان به باشگاه فوتبال بلیث اسپارتانس، باشگاه فوتبال پرستون نورث اند، باشگاه فوتبال ترانمره راورز، باشگاه فوتبال تورکی یونایتد، باشگاه فوتبال گیلینگام، باشگاه فوتبال سیتینگبورو، باشگاه فوتبال کارلایل یونایتد، و باشگاه فوتبال اورتون اشاره کرد.